# HD 9446 c
HD 9446 c는 주계열성 HD 9446을 돌고 있는 외계 행성이다. 이 행성은 형제 행성 HD 9446 b와 함께 2010년 1월 5일 그 존재가 공개적으로 발표되었다. HD 9446 c는 지구로부터 약 172광년 떨어진 곳에 있다.

## 같이 보기
- HD 9446 b